# Hüntwangen
Hüntwangen är en ort och kommun i distriktet Bülach i kantonen Zürich, Schweiz. Kommunen har 1 107 invånare (2023).